# Mateus Henrique Alves Silva
Mateus Henrique Alves Silva (Salinas, 2 ottobre 2002) è un calciatore brasiliano, centrocampista dello Shabab Al-Ahli.

## Carriera
Matheus Henrique è cresciuto nelle giovanili dell'América-MG, con cui ha debuttato in prima squadra il 25 gennaio 2022, in un incontro del  Campionato Mineiro contro il Caldense. Il 16 febbraio 2023 ha firmato un contratto fino al 2025 ed è stato promosso in pianta stabile in prima squadra. Il 3 giugno ha debuttato in Série A contro il Corinthians.

## Statistiche

### Presenze e reti nei club
Statistiche aggiornate al 30 giugno 2023.
| Stagione        | Squadra         | Campionato      | Campionato | Campionato | Coppe nazionali | Coppe nazionali | Coppe nazionali | Coppe continentali | Coppe continentali | Coppe continentali | Altre coppe | Altre coppe | Altre coppe | Totale | Totale | Totale |
| Stagione        | Squadra         | Comp            | Pres       | Reti       | Comp            | Pres            | Reti            | Comp               | Pres               | Reti               | Comp        | Pres        | Reti        | Pres   | Reti   |        |
| --------------- | --------------- | --------------- | ---------- | ---------- | --------------- | --------------- | --------------- | ------------------ | ------------------ | ------------------ | ----------- | ----------- | ----------- | ------ | ------ | ------ |
| 2022            | América-MG      | M1/MG+A         | 4+0        | 0          | CB              | 0               | 0               | CL                 | 0                  | 0                  |             | -           | -           | 4      | 0      |        |
| 2023            | América-MG      | M1/MG+A         | 0+2        | 0          | CB              | 0               | 0               | CS                 | 3                  | 0                  |             | -           | -           | 5      | 0      |        |
| Totale carriera | Totale carriera | Totale carriera | 6          | 0          |                 | 0               | 0               |                    | 3                  | 0                  |             | -           | -           | 9      | 0      |        |

## Palmarès
- Campionato emiratino: 1

Shabab Al-Ahli: 2024-2025